# 황기 (식물)
황기(黃芪/黃耆, 영어: Astragalus propinquus 또는 Mongolian milkvetch)는 한국·중국·일본에 분포하는 여러해살이풀로 산지의 바위틈에 자란다. 높이 40-70cm이며 전체에 흰색의 부드러운 잔털이있다. 줄기는 총생하며 잎은 6-11쌍의 소엽으로 이루어진 기수 1회우상복엽이다. 소엽은 길이 약 1-2cm로 난상타원형이며 잎가장자리는 밋밋하다. 턱잎은 피침형으로써 끝이 길게 뾰족하다. 엽액에서 총상으로 대가 긴 꽃이삭이 나오며 5-10개의 꽃이 달린다. 7-8월에 황백색 꽃이 피며 길이 약 2cm이고 작은 꽃자루는 길이 약 3mm이다. 꽃받침은 길이 약 5mm이고 흑갈색 털이 있으며 5개로 갈라진다. 수술은 10개이고 꼬투리는 긴 타원형으로 양 끝이 뾰족하고 길이 2-3cm이며 5-7개의 종자가 들어 있다.
흔히 약초로서 재배하며 한방에서는 가을에 채취하여 노두(蘆頭)와 잔뿌리를 제거하고 햇빛에 말린 것을 한약재의 황기라 하며, 강장·지한(止汗)·이뇨 등의 효능이 있어 신체허약·피로권태·기혈허탈·자궁탈·내장하수·식은땀·말초신경마비·반신불수·부종·만성신장염 등에 처방한다.

## 관리 및 번식법
관리법 : 서늘한 화단에 심는다. 약용식물로 재배된다.
번식법 : 10월에 종자를 받아 바로 화분에 뿌리는 것이 발아율이 가장 높고 남은 종자는 냉장보관 후 이듬해 봄에 뿌린다. 새싹이 올라오는 봄에 포기나누기를 한다.

## 같이 보기
- 삼계탕
- 황기밥
- 보기약